# Фомина, Вера Ивановна
Вера Ивановна Фомина — советский хозяйственный, государственный и политический деятель.

## Биография
Родилась в 1891 году в Тюмени в семье приказчика. Член ВКП(б).
С 1906 года — на хозяйственной, общественной и политической работе. В 1906—1958 гг. — помощница учителя в тюменской Мало-Городищенской церковно-приходской школе, народная учительница начальных классов в деревне Тараканова Еланской волости Тюменского уезда, учительница начальных классов школы № 9 города Тюмени.
Избиралась депутатом Верховного Совета СССР 2-го созыва.
Награждалась за учительство Тобольским Епархиальным училищным советом «серебряной медалью на двойной Владимирской и Александровской ленте».
Умерла в Тюмени.